# Trèo cây mày trắng
Trèo cây mày trắng, tên khoa học Sitta victoriae, là một loài chim trong họ Sittidae. Chúng là loài đặc hữu của Myanmar.